# Discosporangiophycidae
Sous-classe
Les Discosporangiophycidae sont une sous-classe d’algues brunes de la classe des Phaeophyceae.

## Liste des ordres
Selon AlgaeBase (13 août 2017) :
- ordre des Discosporangiales O.C.Schmidt